# 21e législature de la Colombie-Britannique

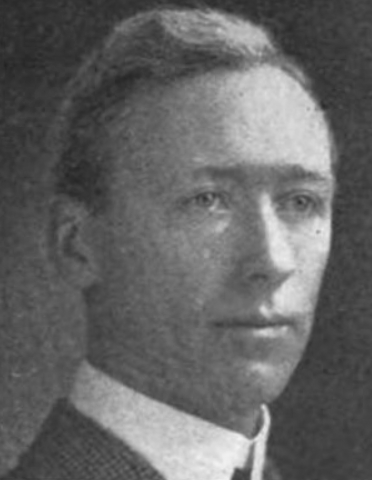
John Hart, premier ministre (1941-1947).

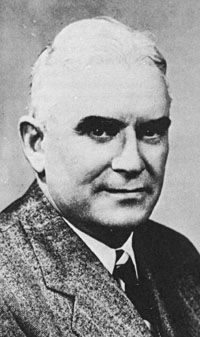
Byron “Boss” Ingemar Johnson, premier ministre (1947-1956).

La 21e législature de la Colombie-Britannique a siégé de 1946 à 1949. Ses membres sont élus lors de l'élection générale de 1945. Les Libéraux et les Conservateurs forment un gouvernement de coalition dirigé par John Hart remporte l'élection et forme un gouvernement majoritaire. Le CCF d'Harold Winch forme l'opposition officielle. Lorsque Hart se démissionne du poste de premier ministre en décembre 1947, Byron Ingemar Johnson lui succède.
Norman William Whittaker est président de l'Assemblée jusqu'en septembre 1947. Robert Henry Carson le remplace jusqu'en janvier 1949 et John Hart le remplace le mois suivant.

## Membre de la 21elégislature
| Député | Député                       | Circonscription         | Parti        |
| ------ | ---------------------------- | ----------------------- | ------------ |
|        | James Mowat                  | Alberni                 | Coalition    |
|        | William Duncan Smith         | Atlin                   | Coalition    |
|        | Ernest Edward Winch          | Burnaby                 | CCF          |
|        | Louis LeBourdais             | Cariboo                 | Coalition    |
|        | Leslie Harvey Eyres          | Chilliwack              | Coalition    |
|        | Thomas King                  | Columbia                | Coalition    |
|        | Colin Cameron                | Comox                   | Coalition    |
|        | Samuel Guthrie               | Cowichan-Newcastle      | CCF          |
|        | Frank William Green          | Cranbrook               | Coalition    |
|        | Alexander Campbell Hope      | Delta                   | Coalition    |
|        | Roderick Charles MacDonald   | Dewdney                 | Coalition    |
|        | Charles Taschereau Beard     | Esquimalt               | Coalition    |
|        | Thomas Hubert Uphill         | Fernie                  | Travailliste |
|        | John McInnis                 | Fort George             | CCF          |
|        | Thomas Alfred Love           | Grand Forks-Greenwood   | Coalition    |
|        | Robert Henry Carson          | Kamloops                | Coalition    |
|        | Randolph Harding             | Kaslo-Slocan            | CCF          |
|        | Ernest Crawford Carson       | Lillooet                | Coalition    |
|        | Herbert Gargrave             | Mackenzie               | CCF          |
|        | George Sharratt Pearson      | Nanaimo and the Islands | Coalition    |
|        | Frank Putnam                 | Nelson-Creston          | Coalition    |
|        | Byron Ingemar Johnson        | New Westminster         | Coalition    |
|        | Kenneth Cattanach MacDonald  | North Okanagan          | Coalition    |
|        | John Henry Cates             | North Vancouver         | Coalition    |
|        | Herbert Anscomb              | Oak Bay                 | Coalition    |
|        | Edward Fraser Rowland        | Omineca                 | CCF          |
|        | Joseph Hardcastle Corsbie    | Peace River             | CCF          |
|        | William Henry Brett          | Prince Rupert           | CCF          |
|        | William James Johnson        | Revelstoke              | Coalition    |
|        | James Lockhart Webster       | Rossland-Trail          | Coalition    |
|        | Norman William Whittaker     | Saanich                 | Coalition    |
|        | Arthur Brown Ritchie         | Salmon Arm              | Coalition    |
|        | Reginald Robert Laird        | Similkameen             | Coalition    |
|        | Edward Tourtellotte Kenney   | Skeena                  | Coalition    |
|        | William Andrew Cecil Bennett | South Okanagan          | Coalition    |
|        | Donald Cameron Brown         | Vancouver-Burrard       | Coalition    |
|        | George Moir Weir             | Vancouver-Burrard       | Coalition    |
|        | Allan James McDonell         | Vancouver Centre        | Coalition    |
|        | Gordon Sylvester Wismer      | Vancouver Centre        | Coalition    |
|        | Arthur James Turner          | Vancouver East          | CCF          |
|        | Harold Edward Winch          | Vancouver East          | CCF          |
|        | Royal Lethington Maitland    | Vancouver-Point Grey    | Coalition    |
|        | James Alexander Paton        | Vancouver-Point Grey    | Coalition    |
|        | Tilly Jean Rolston           | Vancouver-Point Grey    | Coalition    |
|        | John Hart                    | Victoria City           | Coalition    |
|        | Nancy Hodges                 | Victoria City           | Coalition    |
|        | William Thomas Straith       | Victoria City           | Coalition    |
|        | John Joseph Alban Gillis     | Yale                    | Coalition    |

Notes:
1. ↑  Décède après l'élection, mais avant le début de la législature

## Répartition des sièges
| Parti    | Parti                            | Député(s) |
| -------- | -------------------------------- | --------- |
|          | Coalition libérale-conservatrice | 37        |
|          | CCF                              | 10        |
|          | Travailliste                     | 1         |
| Total    | Total                            | 48        |
| Majorité | Majorité                         | 26        |

## Élections partielles
Des élections partielles ont été tenues pour diverses autres raisons:
| Circonscription      | Député                      | Parti     | Élection         | Motif                                                                                               |
| -------------------- | --------------------------- | --------- | ---------------- | --------------------------------------------------------------------------------------------------- |
| North Okanagan       | Charles William Morrow      | Coalition | 19 décembre 1945 | Décès de K.C. MacDonald le 19 novembre 1945                                                         |
| Vancouver-Point Grey | Albert Reginald MacDougall  | Coalition | 24 juin 1946     | Décès de J.A. Paton le 19 février 1946                                                              |
| Vancouver-Point Grey | Leigh Forbes Stevenson      | Coalition | 24 juin 1946     | Décès de R.L. Maitland le 28 mars 1946                                                              |
| Cariboo              | Walter Hogg                 | Coalition | 23 février 1948  | Décès de L. LeBourdais le 27 septembre 1947                                                         |
| Saanich              | Arthur James Richard Ash    | Coalition | 23 février 1948  | Démission de N.W. Whittaker le 13 septembre 1947; nommé à la Cour suprême de Colombie-Britannique   |
| Rossland-Trail       | James O'Donnell Quinn       | CCF       | 29 novembre 1948 | Décès de J.L. Webster le 8 août 1948                                                                |
| South Okanagan       | Robert Denis Browne-Clayton | Coalition | 23 février 1948  | Démission de W.A.C. Bennett le 17 mai 1948 pour se présenter lors d'une élection partielle fédérale |